# Posada de Valdeón
Posada de Valdeón è un comune spagnolo di 492 abitanti situato nella comunità autonoma di Castiglia e León.